# Yoda
Pour les articles homonymes, voir Yoda (homonymie).
 (juillet 2014).
Si vous disposez d'ouvrages ou d'articles de référence ou si vous connaissez des sites web de qualité traitant du thème abordé ici, merci de compléter l'article en donnant les références utiles à sa vérifiabilité et en les liant à la section « Notes et références ».
Personnage de fiction apparaissant dans
Star Wars.
Yoda est un personnage fictif de l'univers Star Wars. Il apparaît pour la première fois dans L'Empire contre-attaque en 1980. Il est le maître Jedi qui enseigne à Luke comment utiliser la Force.
Il est le plus sage de tous les maîtres Jedi, et a formé un grand nombre de ceux-ci, jusqu'à devenir Grand Maître de l'ordre Jedi. Avec Mace Windu et Ki-Adi-Mundi, il est le membre le plus influent du Conseil des Jedi. Il est un modèle de sagesse, et ses aphorismes marquent la quintessence de la pensée du côté clair de la Force.

## Apparitions

### The Acolyte
100 ans avant la Bataille de Naboo, Yoda était déjà membre du conseil des Jedi. La maître Jedi Vernestra Rwoh lui rend visite après le meurtre de plusieurs Jedis commis par son ancien apprenti ayant basculé du côté obscur marquant le retour d'un plus grand danger.

### Épisode I:La Menace fantôme(1999)
On y apprend le rôle important de Yoda au Conseil Jedi. Quand des jeunes padawans commencent les premières étapes de la formation Jedi, ils le font avec les conseils avertis de Yoda. Beaucoup des plus grands Jedi de la République galactique se sont exercés avec Yoda dans leur jeunesse au sein de groupes de formation, les clans.
Le Conseil, et principalement Yoda qui y joue un rôle capital, déclare qu'Anakin est trop vieux pour une formation de Jedi. Il trouve aussi que sa douloureuse séparation avec sa mère le rend incertain quant à ses capacités à être un bon Jedi qui n'aurait pas d'attrait pour le côté obscur de la Force. 
Cependant, après la mort de Qui-Gon, Yoda convainc le conseil de revenir sur sa décision, sentant peut-être la menace Sith trop grande pour refuser de former un garçon aux capacités potentiellement exceptionnelles (sachant qu'il est peut-être bien l'Élu), et confie sa formation à Obi-Wan Kenobi.

### Épisode II:L'Attaque des clones(2002)
L'ombre du côté obscur est tombée sur la République et Yoda le sent de plus en plus. La montée en puissance du côté obscur crée une perturbation dans la Force assez forte pour occulter les facultés de précognition du Jedi dans les sujets importants. Sentant l'incertitude préoccupante du futur, Yoda reconnaît le besoin de méditer. 
Lors du décès de la mère d'Anakin et du massacre des Tuskens, Yoda ressent alors le grand bouleversement dans l'esprit du Jedi et comprend qu'Anakin se rapproche de plus en plus du côté obscur.
Le Comte Dooku, un ancien padawan de Yoda mais désormais dirigeant de la CSI, construit une force militaire avec pour effectif principal les armées de droïdes des guildes de commerce. Quelque chose doit être fait.
Le Chancelier Suprême Palpatine, nouvellement bénéficiaire des pleins pouvoirs d'urgence, prend possession de l'Armée de clones et place les Jedi au cœur de l'action. Yoda va sur Kamino pour prendre livraison effective des forces militaires créées pour la République, tandis qu'un groupe d'intervention Jedi, dirigé par Mace Windu, se rend sur Géonosis pour sauver Obi-Wan Kenobi et débusquer le Comte Dooku. Yoda intervient avec l'armée de clones au moment où la mission tournait court et alors que les Jedi étaient dos au mur.
La guerre des clones commence. Yoda, agissant en tant que général, surveille la bataille depuis un poste de commandement. L'armée de clones défait les séparatistes sur Géonosis, mais beaucoup s'échappent. Yoda suit son instinct pour arriver à un hangar obscur où le Comte Dooku a gravement blessé Obi-Wan Kenobi et Anakin Skywalker.
Yoda et Dooku s'affrontent, dans un premier temps par la simple maîtrise de la Force. Dooku essaye d'écraser le maître Jedi en faisant s'effondrer une partie du toit. Yoda repousse facilement les débris puis la foudre Sith déchaînée par Dooku. Durant un duel direct, les deux combattants font preuve d'une vitesse et d'une agilité étonnantes. Yoda, par sa maîtrise de la Force, saute en l'air, tournoyant et parant tous les coups de Dooku. Ce dernier s'éclipse en employant la Force. Il prend pour cible Anakin et Obi-Wan, restés au sol, et menace de les tuer en faisant s'effondrer une partie de l'installation sur eux. Sachant que la noblesse de Yoda lui permettrait de gagner du temps, il s'échappe grâce à la diversion.
Yoda reste préoccupé malgré la victoire. Trop de choses avaient été occultées par le côté obscur, et le jugement de l'Ordre Jedi avait peut-être été sali par la suffisance et l'arrogance. Beaucoup de Jedi étaient morts sur Géonosis. Tout en méditant, Yoda sent qu'un événement traumatisant va arriver au jeune Anakin Skywalker. 
À ce moment précis, il entend également la voix de Qui-Gon Jinn, mort au combat il y a déjà une dizaine d'années. Il est impossible qu'un Jedi maintienne son identité après avoir fait corps avec la Force, mais il l'entend pourtant bien. Par la méditation, il peut communiquer avec l'esprit de Qui-Gon. Le maître Jedi décédé avait découvert une technique ésotérique pour préserver l'identité même après la mort. Dans les années qui suivent, Yoda étudie cette technique, apprenant la capacité dans une position qu'il n'avait pas occupée depuis des siècles : celle d'apprenti.

### The Clone Wars(2008)
Le commandant clone étant destiné à Yoda, le commandant Thire commandera ses troupes comme soldats de choc pour assurer la sécurité sur Coruscant. 
Le Jedi se rendit en diplomatie avec ses troupes sur Toydaria, accompagné de deux autres clones, Rys et Jek. Mais cette mission diplomatique finira en affrontements avec l'armée d'Asajj Ventress, redoutable assassin du Comte Dooku douée de Force. Yoda apprendra aux soldats clones à utiliser leur intelligence et trouver leur personnalité, ce qui, aux yeux de Yoda, les rendra moins "automatiques".
Ensuite, il restera à siéger au Temple Jedi à méditer et analyser les situations de la Guerre. Parfois, il sera sur Ilum pour montrer aux jeunes novices comment trouver le cristal de leur sabre laser.

### Épisode III:La Revanche des Sith(2005)
Alors que la Guerre allait bientôt prendre fin, les Généraux Jedi Luminara Unduli et Quinlan Vos, accompagnés de leurs deux légions respectives, se rendirent sur Kashyyyk. Yoda les accompagna en dernière minute, puisqu'il connaissait bien les Wookiees. Ainsi, des bataillons de guerriers Wookiees secondèrent les soldats clones dans la défense de leur planète natale. Quinlan Vos décide plus tard de démissionner.
Grâce à la Force, Yoda a senti la soudaine perte de vie à travers la galaxie due à l'Ordre 66 lancé par Palpatine. Les commandants clones des deux autres Jedi, le commandant Gree et le commandant Jek, essayèrent d'ouvrir le feu sur lui, mais il fut plus rapide et décapita les clones avec son sabre laser. Avec l'aide de Tarfful et Chewbacca, Yoda put s'enfuir de Kashyyyk et prendre contact avec le sénateur Bail Organa d'Alderaan.
Yoda, Obi-Wan Kenobi et Bail Organa se regroupèrent. Un signal codé émanant du Temple Jedi demandait aux survivants Jedi tels Bultar Swan de se rendre à Coruscant, où ils tomberaient dans un nouveau piège. Kenobi et Yoda étaient déterminés à neutraliser cette balise mortelle avant que plus de Jedi ne soient menés à la mort.
De retour à Coruscant, ils ont infiltré le Temple Jedi en tuant les clones qui le gardaient. Là, ils ont découvert la terrible évidence de ce qui avait eu lieu durant leur absence : le Chancelier était maintenant l'Empereur Palpatine, et le prometteur guerrier Jedi Anakin Skywalker était son nouvel apprenti Sith, Dark Vador. Yoda décide alors d'affronter Dark Sidious, l'Empereur.
À l'intérieur des spacieux locaux des chambres du Sénat galactique, ils s'opposent dans un duel, Palpatine terrassant Yoda dans un premier temps, en le projetant par terre grâce à la Force, avant que celui-ci ne fasse de même. Palpatine tente de fuir, mais Yoda le bloque. Les deux adversaires, s'affrontent alors au sabre laser, et maître Yoda prend rapidement le dessus. Le seigneur Sith et le maître Jedi se rendent au Sénat, où Palpatine tente de terrasser Yoda, en utilisant des pouvoirs télékinésiques, pour lui envoyer des sièges, et en employant les éclairs de Force. Yoda put s'enfuir grâce à l'aide de Bail Organa, qui venait de réaliser le massacre des Jedi en voyant un novice, Zett Jukassa, être tué sous ses yeux par Fox (clone de la 501e). 
Les Jedi n'ont pas réussi à arrêter les Sith, mais un nouvel espoir arrive sous forme de jumeaux nouveau-nés. L'épouse de Skywalker, Padmé Amidala, était enceinte d'enfants naturellement dotés d'une grande maîtrise de la Force. Sur le sanctuaire de Polis Massa, Padmé a donné naissance à Luke et Leia avant de mourir. Yoda, Bail Organa et Obi-Wan Kenobi furent témoins de ces naissances, et ont immédiatement commencé à se projeter dans l'avenir. 
Sachant que ces enfants constitueraient une menace pour l'Empereur, les Jedi sont déterminés à garder leurs existences secrètes. Les jumeaux ont été séparés, Luke Skywalker a été emmené pour vivre dans la ferme familiale de son demi-oncle Owen Lars sur Tatooine, tandis que Leia a été adoptée par Bail Organa et son épouse, la reine d'Alderaan, perdant ainsi le patronyme de Skywalker pour celui d'Organa, devenant ainsi Leia Organa. Les Jedi attendraient le temps nécessaire, se fiant à la Force pour connaître le moment opportun pour s'opposer à l'Empire. Pendant ce temps, Yoda atterrit sur Dagobah tandis qu'Obi-Wan se réfugie sur Tatooine pour surveiller le jeune garçon Luke, prenant le surnom de "Ben" pour tromper les Impériaux.
Yoda et Obi-Wan étudieront la Forme de l'Esprit Jedi, après que l'ancien maître d'Obi-Wan, Qui-Gon Jinn, l'eut acquise. Ils communiqueront avec ce dernier, faisant un avec la Force.

### Rebels(2014)
Dans la série animée Star Wars Rebels, Yoda n'est jamais présent physiquement. Dans plusieurs épisodes, Kanan Jarrus mentionne son nom afin d'enseigner la philosophie Jedi à son jeune Padawan Ezra Bridger. L'une des phrases fortes de l'ancien Maître de l'Ordre est ainsi réutilisée dans la série quand Kanan dit : « Fais-le, ou ne le fais pas. Il n'y a pas d'essai ».
Mais c'est dans le dixième épisode de la première saison que Yoda apparaît vraiment, mais seulement en tant que voix et esprit. En effet, afin de garder un lien avec d'éventuels autres Jedi encore en vie, le Grand Maître avait gardé un contact avec tous les temples Jedi aux quatre coins de la galaxie. Dans cet épisode, on l'entend parler avec le maître Jedi Kanan Jarrus mais également avec Ezra Bridger. Son rôle est d'essayer de faire comprendre au jeune Padawan que la peur est une chose que l'on doit dompter si l'on veut devenir un chevalier Jedi. Une fois l'épreuve réussie, Yoda donne à Ezra son cristal de Kyber. C'est avec celui-ci qu'Ezra fabrique son propre sabre laser dans les épisodes suivants.

### Épisode V:L'Empire contre-attaque(1980)

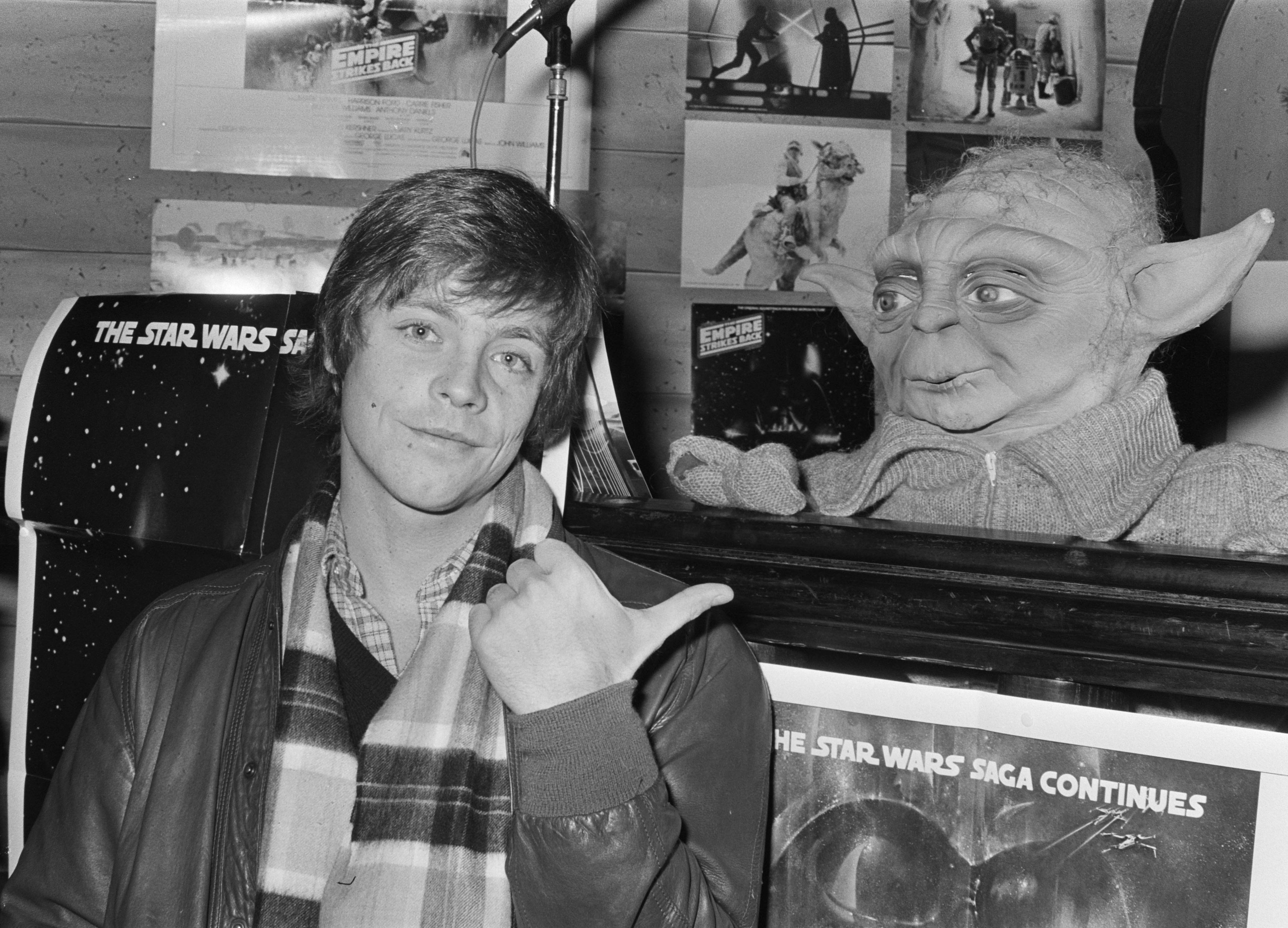
Mark Hamill (Luke Skywalker) et la tête de la marionnette Yoda (1980).

Trois ans après la bataille de Yavin, guidé jusqu'à Dagobah par une vision de son ancien mentor Obi-Wan Kenobi, Luke Skywalker a découvert Yoda sans même le savoir. Échoué sur le monde marécageux, Luke y a rencontré une créature autant féerique que comique qui lui a promis de l'aider. Les singeries de la créature ont vite lassé la courte patience de Luke, mais ce n'était là que le premier de nombreux tests auxquels Luke échouerait.
Le maître Jedi a commencé la formation de Luke avec sérieux. Les défis de la télékinésie, défis de la volonté et du corps, étaient supérieurs à ceux auxquels Luke avait jamais eu à faire face dans sa jeunesse insouciante, avant qu'il ne devienne Jedi. Luke échoua à « désapprendre » ses préjugés. Quand on lui demanda de soulever son chasseur de combat, plongé dans les marais de Dagobah, avec la seule puissance de son esprit, il lui répondit qu'il essayerait. « Non ! », gronda Yoda, « Fais-le, ou ne le fais pas, mais il n'y a pas d'essai. » Luke n'a pas cru que la Force pourrait soulever un objet si massif. Il eut la preuve du contraire lorsque Yoda souleva le X-wing par télékinésie pour le placer sur la terre ferme. Luke n'a pas cru en son pouvoir, c'est pourquoi il a échoué.
Lorsque Yoda a enseigné à Luke comment percevoir le futur, une vision peu encourageante de ses amis en danger a contraint le jeune Skywalker à abandonner sa formation. Luke a promis de revenir et partit précipitamment au loin pour sauver ses amis. En fin de compte, Luke échoue et doit lui-même être sauvé. Yoda craint alors que tout soit perdu dans l'effort d'arrêter Vador et l'Empereur mais alors que Luke s'envole dans son X-wing, en parlant avec le fantôme d'Obi-Wan qui disait que Luke était leur seul espoir, Yoda répond qu'il y en a un autre évoquant vaguement une autre personne.
C'est dans la bande originale du film de l'épisode V que l'on retrouve le thème musical de Yoda. La musique de ce thème se montre très douce, rassurante et pleine de sagesse.

### Épisode VI:Le Retour du Jedi(1983)
Environ un an après, Luke est revenu pour conclure sa formation de Jedi. Après avoir fait face aux difficultés de la confrontation avec Vador, et après avoir appris à cette occasion les liens qui les unissent, Luke a appris de Yoda que sa formation était terminée. En l'absence de Luke, Yoda était tombé très malade. Alors qu'il attend sereinement la mort, Yoda apporte un éclairage au passé éloigné de Luke, en lui confirmant que Dark Vador est son père et en affirmant qu'il y a un autre Skywalker. Il dit à Luke de transmettre ce que Yoda lui a enseigné à des disciples. Yoda meurt peu de temps après, disparaissant physiquement pendant que son corps fusionne avec la Force.
Yoda réapparaît brièvement à Luke en tant que spectre à la fin du film, en compagnie de ses amis Obi-Wan Kenobi et Anakin Skywalker sur la lune forestière d'Endor après la victoire de l'Alliance Rebelle sur l'Empire.

### Épisode VII:Le Réveil de la Force(2015)
Yoda n’apparaît initialement pas physiquement dans cet épisode, mais est bien présent lorsque Rey trouve le sabre laser, d'Anakin Skywalker. Celle-ci, prise de visions, entend différentes voix parmi lesquelles Yoda fait partie intégrante.

### Épisode VIII:Les Derniers Jedi(2017)
Dans cet épisode, Yoda fait une apparition en tant que « spectre » afin de guider Luke Skywalker dans ses choix quant à l'Ordre Jedi. Il feint de détruire par le feu des vestiges et des livres anciens des Jedi pour pousser Luke à former Rey, car en réalité les livres ont été auparavant subtilisés par elle et sont visibles à la fin du film dans un tiroir du Faucon Millenium.

### Épisode IX:L'Ascension de Skywalker(2019)
À la fin du film, lors de l'affrontement final entre Rey et son grand-père Palpatine, la voix de Yoda est entendue parmi les voix de nombreux autres Jedi défunts (Obi-Wan Kenobi, Anakin Skywalker, Ahsoka, Luminara Unduli, Mace Windu, Aayla Secura, Kanan Jarrus et Luke Skywalker), lesquelles se manifestent pour aider Rey à vaincre de façon définitive l'Empereur Sith.

## Description

### Effets spéciaux
Dans les épisodes V,VI et I, il s'agit d'une marionnette créée par Frank Oz. Dans les épisodes II et III, la marionnette est remplacée par un modèle numérique en images de synthèse. Pour l'épisode VIII, une nouvelle marionnette est créée : il s'agit d'une réplique de la marionnette de Frank Oz,.

### Inspiration et développement

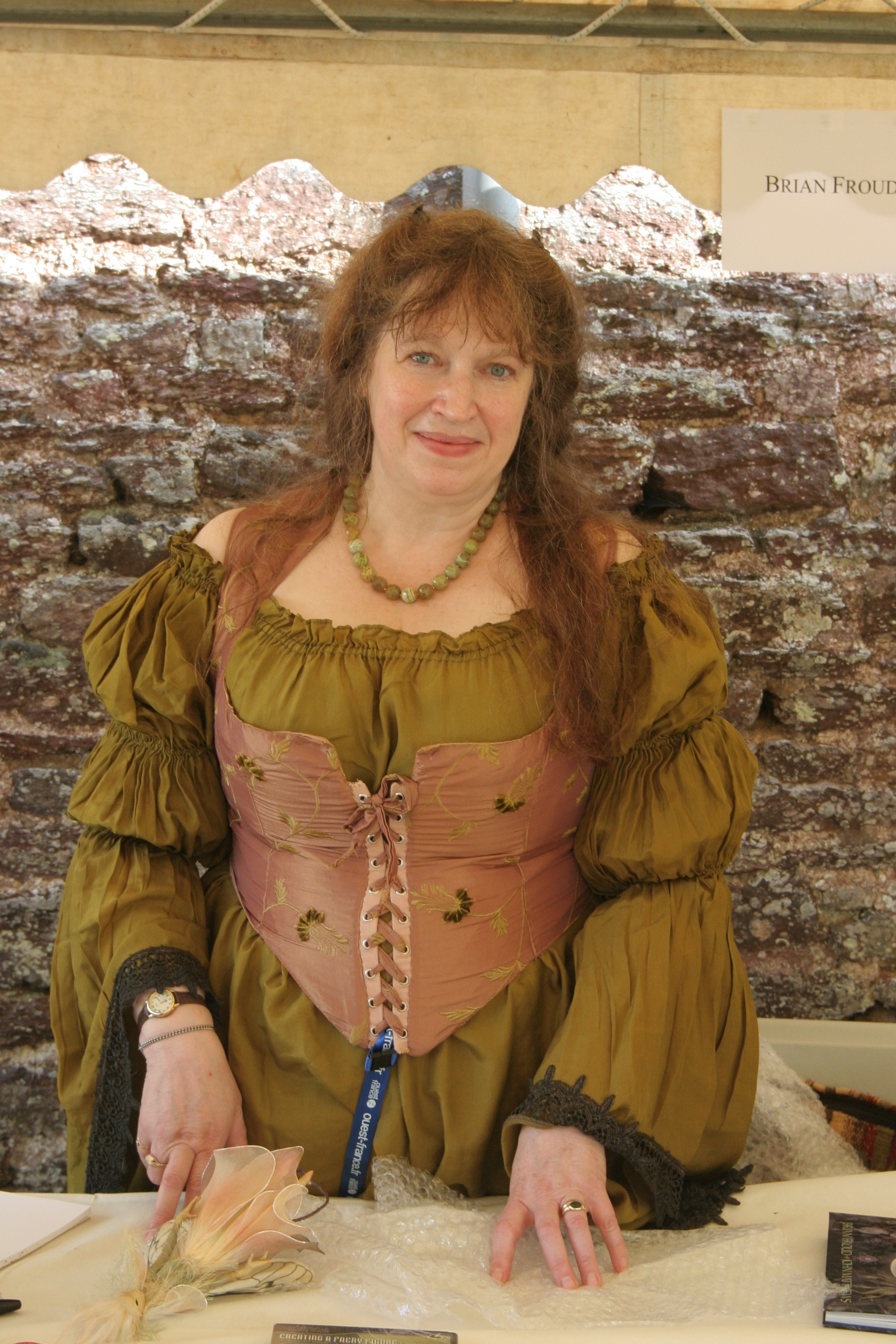
Wendy Midener-Froud (en 2014), conceptrice graphique de Yoda.

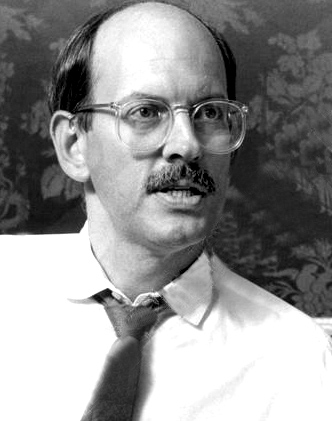
Frank Oz (en 1984) : animateur de la marionnette et voix originale de Yoda.

Alexander Berzin suppose que Tsenzhab Serkong Rinpoché fut le modèle qui inspira le personnage de Yoda.
Yoda est présent dans six épisodes sur les neuf que compte la saga (I, II, III, V, VI, VIII, que cela soit physiquement ou en tant que Spectre de la Force). George Lucas, passionné de sanskrit, a repris un terme de cette langue pour nommer le personnage, comme c'est le cas pour beaucoup d'autres (Vador, Leia…). Yoddha, en sanskrit, signifie « guerrier », et Yodea, en hébreu, signifie « celui qui sait ». En grec ancien, οἶδα (oïda) signifie également « je sais ».
Être de petite taille (0,66 m), vert, âgé de plus de 800 ans (900 à la fin de l'épisode VI), Yoda est l'un des personnages les plus charismatiques des deux trilogies Star Wars, imposant la sagesse, et le respect auprès des maîtres Jedi. Les yeux de Yoda ont été repris sur ceux de Albert Einstein, pour, d'après Lucas, « lui donner un air intelligent et sage ». Dans les épisodes de la première trilogie, Yoda s'appuie sur une canne, qui était en réalité pour le marionnettiste Frank Oz un moyen de le faire bouger. Son espèce n'est pas décrite, il est d'ailleurs qualifié de « misérable petite créature verte » par Palpatine, mais le personnage de Yaddle ainsi que maître Vandar Tokare, présent dans l'épisode I, en font partie.
Yoda est le meilleur guerrier de l'ordre Jedi, maître du style « Ataru » (Forme IV), d'où ses innombrables et spectaculaires acrobaties. Il utilise également sa grande maîtrise de la Force au combat : on le voit assommer deux gardes de l'Empereur d'un simple revers de main, et son pouvoir d'absorption de la foudre Sith est sans égal. Yoda a un sabre laser vert.
Il appartenait au Conseil Jedi, avant la destruction de celui-ci. Il sera l'un des rares Jedi, avec Obi-Wan Kenobi, Shaak Ti ou encore Quinlan Vos, à survivre à la rébellion des clones, qui suivent l'Ordre 66 donné par son rival Dark Sidious.
Yoda est avant tout un enseignant et forme les futurs Jedi. Il a ainsi formé sept padawans connus à ce jour, Dooku, Mace Windu, Ki-Adi-Mundi, Ikrit et enfin son dernier padawan : Luke Skywalker. C'est lui qui, avec le « maître du sabre laser » Cin Drallig, assure les cours collectifs des novices Jedi qui n'ont pas encore de maître. Dans ces cours, il leur apprend les bases de la philosophie et de l'histoire Jedi, ainsi que de l'utilisation de la Force. Le seul Jedi à ne pas avoir reçu ces cours fut Anakin Skywalker : c'est l'une des grandes causes de sa séduction par le Côté Obscur et la pire parmi les rares erreurs qu'ait commises Yoda. Cependant, Yoda s'est toujours douté qu'Anakin finirait par tomber dans le Côté Obscur mais Obi-Wan a toujours cru qu'il pourrait le retenir. Yoda est souvent sur la planète Ilum, pour apprendre aux jeunes novices à trouver le cristal de leur propre sabre laser.
Il est connu pour son calme légendaire : il ne met en pratique ses pouvoirs puissants que pour défendre la sécurité de la galaxie ou de l'ordre Jedi. Il a visité d'innombrables planètes et comprend de nombreuses langues. Dans La Menace fantôme, Obi-Wan Kenobi laisse entendre que Yoda a le taux de midi-chlorien (organites cellulaires responsables de la sensibilité à la Force) le plus élevé de l'ordre Jedi, hormis Anakin Skywalker que Qui-Gon Jinn a découvert.
En plus de sa sagesse et son calme, Yoda est connu pour ne pas avoir de défaut. Cependant, dans le livre Yoda : Sombre Rencontre de Sean Stewart, on découvre la vie de Yoda dans l'intime. Ainsi, on apprend que son seul défaut est son appétit. D'ailleurs, il ne supporte pas la nourriture des autres, et s'énerve lorsque quelqu'un touche à son assiette.
Yoda s'est distingué lors de la bataille d'Ilyona sur la planète 72-rubst, âgé alors de seulement 253 ans, il fit remporter la victoire aux siens en dévoilant alors pour la première fois ses capacités hors du commun à manipuler la Force, par la suite il se fit prendre sous l'aile de N’Kata Del Gormo, ce dernier lui enseignant ce qui deviendra plus tard l'art du Jedi.

## Le parler de Yoda
Sa façon de parler est devenue mythique : elle utilise la syntaxe objet, sujet, verbe, inspirée du latin et totalement à l'inverse de la plupart des langues indo-européennes actuelles, qui suivent la syntaxe sujet, verbe, objet. Cependant, pour que certaines phrases restent compréhensibles, ce ne sont souvent que les auxiliaires qui sont déplacés. La formation des phrases est une résultante d'une figure stylistique appelée anastrophe.
Exemples : 
- « Le côté obscur de la Force, redouter tu dois. »
- « Quand neuf cents ans comme moi tu auras, moins en forme tu seras. »
- « En grand danger, vous êtes. »
- « T'aider, je puis. »
- « D'excellentes relations avec les Wookiees, j'entretiens. »
- « À vos intuitions, vous fier, il faut. »
- « En ton nouvel apprenti, ta confiance un peu trop grande me paraît, comme l'est ta foi dans le côté obscur de la Force. »
- « Beaucoup encore il te reste à apprendre. »
- « Visqueux ? Boueux ? Ici je vis ! »
- « Ton père, il est. »
- « La mort est un élément naturel de la vie, réjouis-toi pour tous ceux autour de toi qui retournent à la Force. Ni les pleurer ni les regretter tu ne dois. »
- « De consulter les hologrammes de sécurité, une grande souffrance te causera. »
- « À ton intuition fie-toi, par le trouver tu finiras. »
- « En danger, nous sommes. »
- « Partir, vous devez. »
- « Un périmètre de sécurité autour des rescapés, formez ! »
- « En tout cas, pas tant que mon mot à dire, j'aurai ! À son terme ton règne est arrivé, et grand temps il était ! »
- « Ah, Skywalker ! Manqué, tu m'as ! »

Contre-exemples :
- « Personne par la guerre ne devient grand. »
- « Le côté obscur trouble tout. »
- « De débuter vient juste la guerre des clones. »
- « Fais-le, ou ne le fais pas. Il n'y a pas d'essai. »
- « Peur Tu auras »[15]
- « La peur est le chemin vers le côté obscur : la peur mène à la colère, la colère mène à la haine, la haine… mène à la souffrance. » (citation inspirée du philosophe arabe Averroes[16])

### Émission de radio
- Adèle Van Reeth, « Philosopher avec Star Wars : Épisode 2 : "Que la force soit avec toi" », sur France Culture, 22 décembre 2015.